# Kenneth Dover
Kenneth James Dover (ur. 11 marca 1920 w Londynie, zm. 7 marca 2010) – brytyjski filolog klasyczny hellenista, profesor greki klasycznej. Zajmował się badaniem świadectw homoseksualizmu w literaturze i sztuce greckiej. Jest autorem fundamentalnej publikacji Greek homosexuality (1978). Od 1979 był członkiem zagranicznym Królewskiej Holenderskiej Akademii Sztuk i Nauk.

## Wybrane publikacje
- Greek word order (1960)
- Thucydides: Book VI (BCP Greek Texts) (1965)
- Thucydides: Book VII (1965)
- Aristophanes: Clouds (1968)
- Lysias and the Corpus Lysiacum (1968)
- Theocritus: Select poems (1971)
- Aristophanic comedy (1972)
- Thucydides (Greece & Rome New Surveys, 1973)
- Greek popular morality in the time of Plato and Aristotle (1974)
- Greek homosexuality (1978)
- Plato: Symposium (Cambridge Greek and Latin Classics, 1980)
- The Greeks (1980)
- Ancient Greek literature (1980)
- Greek and the Greeks: collected papers; language, poetry, drama (1987)
- The Greeks and their legacy (1988)
- Aristophanes: Frogs (1993)
- Marginal comment: a memoir (1994) ISBN 0-7156-2630-2.
- The evolution of Greek prose style (1997)